# Soll-Bestand

Elemente der Bestandsführung

Soll-Bestand ist ein Begriff aus der Materialwirtschaft.
Der Soll-Bestand ergibt sich aus dem Ist-Bestand hinzugerechnet die Bestellungen, die zwar vertraglich angefordert aber noch nicht eingegangen sind. Umgekehrt ergibt sich der verfügbare Soll-Bestand aus dem Soll-Bestand abzüglich bereits für bestimmte Zwecke reservierter, also zurückgelegter, Materialien (Reservierungen).